# Julia Benson
Julia Benson, née Julia Anderson le 26 juin 1979, est une actrice canadienne.

## Biographie

### Enfance et formation
Julia Benson est née le 26 juin 1979 à Winnipeg.
a suivi une formation de danseuse-ballet. Elle est diplômée de l'université de Colombie-Britannique (Vancouver) en 2001 avec un diplôme de théâtre.

### Carrière
Elle a commencé à apparaitre à l'écran en 2003.

## Filmographie

### Cinéma

#### Courts métrages
- 2005 : Crazy Late : Sarah Jones
- 2008 : The Ex-Convict's Guide to Surviving House Arrest : Shirley Sutherland
- 2009 : Everything's Coming Up Rosie : Catherine
- 2009 : Scott's Land : Melissa
- 2011 : Autumn : Cheryl
- 2012 : Now and Forever : Lucy Redd
- 2016 : PLAN b (vidéo) : Ruby Harper

#### Longs métrages
- 2007 : Road to Victory : Anna
- 2007 : Zero Hour : Allie
- 2007 : Givré ! : petite amie de Sara
- 2008 : Blonde and Blonder : Last Dancer in Line
- 2013 : That Burning Feeling : Joyce
- 2013 : Leap 4 Your Life : Julianna
- 2014 : Kid Cannabis : Julie Morgan
- 2014 : Death Do Us Part : Kennedy Jamieson
- 2014 : What an Idiot : Jackie
- 2015 : Dead Rising : Amy
- 2016 : Marrying the Family : Alisha
- 2016 : Interrogation (en) : Sara Ward
- 2018 : À tous les garçons que j'ai aimés (To All the Boys I've Loved Before) : Mme Kavinsky
- 2022 : Hello, Goodbye, and Everything In Between de Michael Lewen : Claudia

### Télévision

#### Téléfilms
- 2007 : Deux mobiles pour un meurtre (My Neighbor's Keeper) : Mom
- 2008 : The Unquiet : Christina
- 2008 : La Voleuse au grand cœur (Past Lies) : Sarah
- 2009 : Mr. Troop Mom (en) : CC Turner
- 2010 : L'Amour XXL (Lying to Be Perfect) : Joy
- 2011 : Armageddon 2013 (Earth's Final Hours) : Chloe Edwards
- 2013 : Chupacabra vs. The Alamo (en) : agent Tracy Taylor
- 2013 : Liaison cachée (Secret Liaison) : Alice Walters
- 2014 : Ma vie rêvée ! (Lucky in Love) : Sophie
- 2016 : The Wedding March (en) : Camille
- 2017 : Drink Slay Love : Mme Karkadan
- 2020 : Noël au château (Chateau Christmas) de Michael Robison : Kate

#### Séries télévisées
- 2003 : Tru Calling : Compte à rebours (Tru Calling) (saison 1, épisode 04 : Soirée macabre) : Tara
- 2005 : Dead Zone (The Dead Zone) (saison 4, épisode 02 : Le Collectionneur)
- 2006 : The Evidence : Les Preuves du crime (The Evidence) (saison 1, épisode 07 : L'Affaire Trina Mc Abee)
- 2006 : Stargate Atlantis (saison 3, épisode 03 : Irrésistible)
- 2007 : Les Maîtres de l'horreur (Masters of Horror) (saison 2, épisode 12 : Mort clinique)
- 2007 : Le Diable et moi (Reaper) (saison 1, épisode 03 : Piqûre de rappel)
- 2007 : Supernatural (saison 3, épisode 04 : Sin City)
- 2007 : Whistler (saison 2, épisode 05 : Jouer avec le feu)
- 2007 : Aliens in America (saison 1, épisode 10 : Crise de foi)
- 2008 : Smallville (saison 7, épisode 20 : Par-delà le bien et le mal)
- 2009 : Harper's Island (saison 1, épisode 10 : Le Piège)
- 2009 - 2011 : Stargate Universe (36 épisodes) : sous-lieutenant Vanessa James
- 2009 - 2011 : Webisodes de Stargate Universe (mini-série) : Vanessa James
  - (saison 1, épisode 12 : Covered Kino)
  - (saison 1, épisode 24 : Wait for It)
  - (saison 1, épisode 29 : Favorite Meal of All Time)
  - (saison 1, épisode 31 : One Long Endless Night)
  - (saison 1, épisode 34 : All the Stages)
- 2010 : The Ex-Convict's Guide : Shirley Sutherland
  - (saison 1, épisode 02 : Be Gracious)
  - (saison 1, épisode 02 : Respect the Rules of the House)
  - (saison 1, épisode 03 : Do Not Convert Your Host's Possessions - Into Weapons)
  - (saison 1, épisode 04 : Remember to Bid Your Host a Gracious Farewell!)
- 2011 : L'Heure de la peur (R.L. Stine's The Haunting Hour) (saison 2, épisode 07 : Malade ) : Mom
- 2011 : Hiccups (en) (saison 2, épisode 12 : Welcome Back Potter) : Penelope
- 2011 : Shattered (saison 1, épisode 00 : pilote non-diffusé) : Hostess
- 2012 : Mr. Young (saison 3, épisode 09 : Mr. Sci-Fi) : Bianca Boyd
- 2014 : Parked : Kim
  - (saison 1, épisode 00 : Pilot (DADS))
  - (saison 1, épisode 02 : Lying and Dying)
  - (saison 1, épisode : Who's Your Daddy?)
  - (saison 1, épisode : Moments of Truth)
  - (saison 1, épisode : A Parked Valentines)
- 2014 - 2015 : Cedar Cove (12 épisodes) : Jeri Drake
- 2015 : Paranormal Solutions Inc. (8 épisodes) : Sarah
- 2016 : Motive (saison 4, épisode 11 : Natural Selection) : Alex
- 2016 : Frequency (saison 1, épisode 04) : Vera Vitale
- 2019 : The Order (saison 1, 3 épisodes) : Professeur Robin Benson